# Johann Friedrich Schenk von Stauffenberg

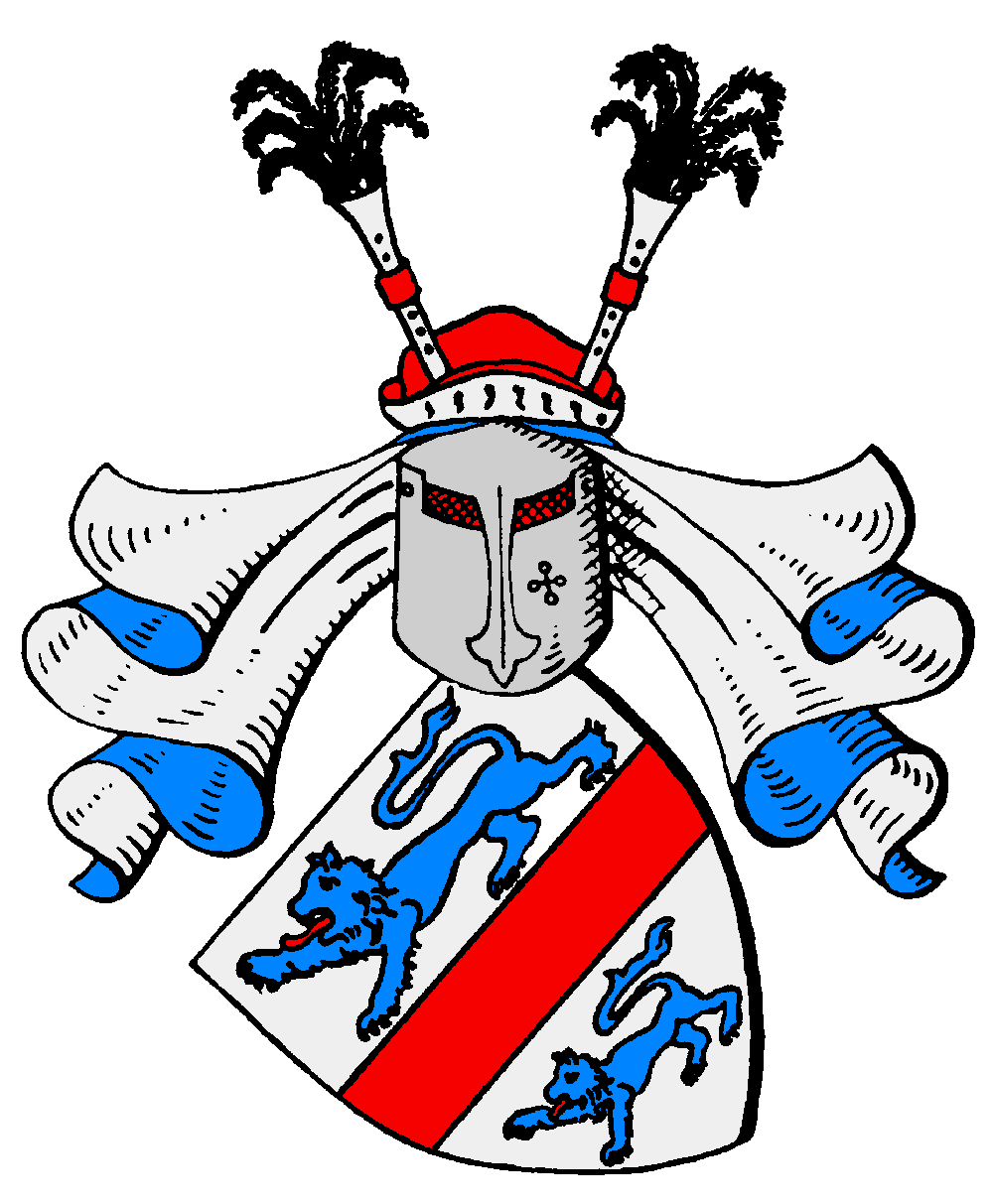
Wappen der Schenk von Stauffenberg

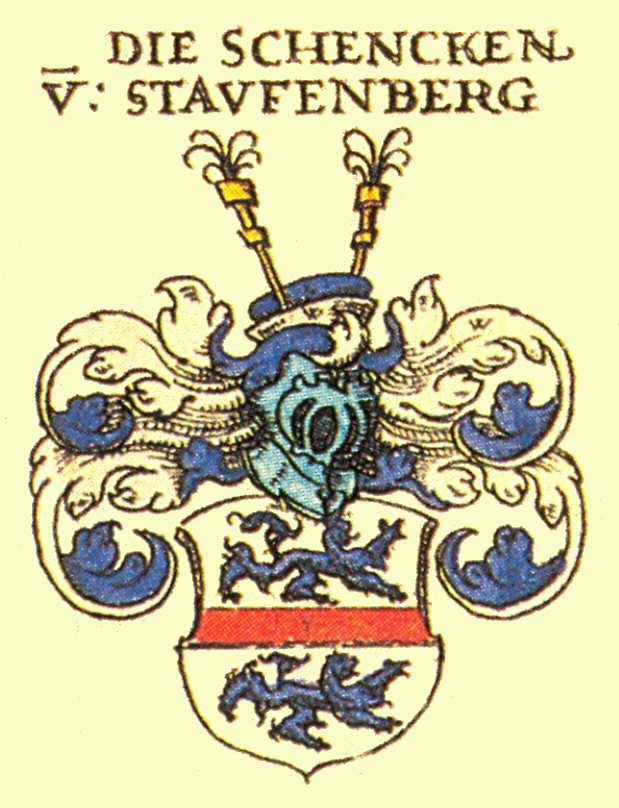
Wappen der Schenk von Stauffenberg (nach Siebmachers Wappenbuch von 1605)

Johann Friedrich Schenk Freiherr von Stauffenberg (* 30. Mai 1660 in Lautlingen; † 29. April 1720 in Wilflingen) war Generalfeldmarschall-Leutnant der Reichstruppen des Schwäbischen Kreises, Johanniterritter und Kommendator mehrere Kommenden des Johanniterordens.

## Leben und Laufbahn
Johann Friedrich Schenk von Stauffenberg wurde am 30. Mai 1660 in Lautlingen als Sohn des Wolf Friedrich Schenk von Stauffenberg († 1676) und seiner Frau Anna Barbara von Werdnau († 1681) geboren. Er hatte noch vier ältere Brüder (Johann Wilhelm, Johann Werner, Albrecht, Johann Franz) und eine ältere Schwester (Maria Margaretha); eine weitere Schwester (Jacobäa Barbara) war schon im Kleinkindalter gestorben. Die beiden jüngsten Söhne Johann Franz und Johann Friedrich waren beim Tod ihres Vaters noch minderjährig. Zu deren Vormündern wurden der Freiherr Franz Wilhelm von Stain und Hans Georg von Werdnau bestellt. Nach dem Tod der Mutter (1681) übernahm zunächst der älteste Bruder Johann Wilhelm die Verwaltung der elterlichen Güter. Er musste dafür zunächst seinen vier Brüdern jährlich 300 Gulden geben und den weiteren Überschuss für die Schuldentilgung verwenden. Während die drei älteren Brüder weltlich blieben, traten Johann Franz in die Domstifter zu Augsburg, Konstanz und Würzburg ein. Johann Friedrich war am 20. April 1683 durch Karl Philipp von Freitag, Kommendator der Kommenden Villingen sowie Schwäbisch Hall und Affaltrach, in Malta in den Johanniterorden aufgenommen worden.
Am 31. Januar 1694 starb Freiherr Johann Georg von Werdnau, Reichsritterschaftdirektor des Kantons Neckar und Schwarzwald ohne Leibeserben. Er war der Onkel des Johann Friedrich Schenk von Stauffenberg und seiner vier Brüder, ein Bruder ihrer Mutter. Die umfangreichen Besitzungen wurden nun unter den Töchtern seines bereits verstorbenen Bruders und den vier Söhnen und der Tochter seiner Schwester Anna Barbara aufgeteilt. Die beiden Brüder geistlichen Standes, der zu diesem Zeitpunkt Fürstbischof von Konstanz Johann Franz und der Johanniterritter Johann Friedrich, sollten jedoch nur den Nießbrauch ihres Erbteils erhalten, das nach deren Tod jeweils an die Majoratslinie zurückfallen sollte.
Erst 1698 kam es zur Erbteilung der väterlichen und mütterlichen Güter der Stauffenbergs. Die beiden jüngsten Söhne Johann Franz und Johann Friedrich erhielten gemeinsam das Gut Wilflingen mit Egelfingen und Zubehör, während sich die älteren Brüder die anderen Güter teilten. Im selben Jahr wurden die Schenken von Stauffenberg der Lautlinger und der Amerdinger Linie in den Reichsfreiherrenstand erhaben. In dem Diplom von Kaiser Leopold I. vom 20. Januar 1698 wurde besonders auch Johann Friedrich, Johanniterritter, Kommendator von Basel und Rheinfelden, General-Wachtmeister und Obrister über ein Regiment zu Pferd des Schwäbischen Kreises hervorgehoben. Der nächstältere Bruder Johann Franz wurde am 21. Juli 1704 zum Fürstbischof von Konstanz gewählt. 1714 wurde er zunächst Koadjutor des erkrankten Bischofs von Augsburg und 1737 Bischof von Augsburg.
Der Johanniterritter Johann Friedrich Schenk von Stauffenberg erhielt schon 1683 die Exspektanz auf eine vakant werdende Kommende. 1686 wurde ihm zunächst eine Pension von 70 Scuti oder 125 Talern in Gold Malteser Währung aus der Kommende Tobel vom dortigen Kommendator Freiherr Karl Philipp von Freytag und von dessen Nachfolgern zugesprochen. Am 23. April 1687 erhielt er die Kommenden Basel und Rheinfelden zugesprochen. 1700 wurden ihm von Großmeister Ramon Perellos y Roccaful die besser dotierten Kommenden Hemmendorf und Rexingen verliehen, musste dafür aber die Kommenden Basel und Rheinfelden abgeben. Johann Friedrich war Ritterschaftsrat im Kanton Neckar und Schwarzwald des Schwäbischen Reichskreises und übernahm 1684/85 eine militärische Kommandostelle. Er nahm an zwei Feldzügen in Ungarn teil. 1698 war er als Generalwachtmeister und Oberst eines Regiments zu Pferd an der Eroberung Belgrads beteiligt; er wurde bei den Kampfhandlungen schwer verwundet. 1702 wurde er zum Generalfeldmarschall-Leutnant des Schwäbischen Kreises befördert. In der Schlacht bei Friedlingen am 14. Oktober 1702 wurde er erneut schwer verwundet. Am 20. September 1703 musste er mit den kaiserlichen Truppen in der Schlacht bei Höchstädt eine schwere Niederlage einstecken. 1714 ernannte ihn Großmeister Ramon Perellos y Roccaful zum General-Rezeptor des Johanniterordens in Oberdeutschland. Der damalige Seneschall des Johanniterordens (und Statthalter des Großmeisters) Ramon Despuig wurde später selber zum Großmeister gewählt und verlieh ihm am 25. Februar 1718 die Kommende Lage (und Herford), die durch den Tod des bisherigen Kommendators Graf Johann Sigismund von Schaesberg vakant geworden war. Er musste dafür aber die Kommende Hemmendorf (und Rexingen) abgeben. Die Kommende Lage war wiederum ertragreicher und warf 1719 eine Rente von 5847 Gulden ab. Er residierte aber nicht in Lage, sondern überließ sie quasi dem dortigen Verwalter gegen eine Rente von 5200 Gulden. Am 29. April 1720 starb er in seinem Schloss in Wilflingen.
Laut seinen Testament geriet er durch „seine unglücklichen Feldzüge“ in große Schulden. Nach seinem Tod wurde festgestellt, dass tatsächlich die Passiva die Aktiva überstiegen. Trotzdem übernahmen seine drei ihn überlebenden Brüder (Johann Wilhelm, Albrecht und Johann Franz) das Erbe und beglichen die Schulden. Seine Hälfte an Wilflingen wurde nun durch drei geteilt. 1721 überließ Johann Wilhelm sein Sechstel für 6000 Gulden, Johann Albrecht sein Sechstel für 7000 Gulden ihrem Bruder Johann Franz, den Fürstbischof von Augsburg, der nun Wilflingen ganz besaß. Auch der Anteil an der Herrschaft Rißtissen, der Johann Friedrich gehört hatte, wurden unter seinen Brüdern und den Söhnen seines verstorbenen Bruders aufgeteilt.